# Staryja Darohi
Staryja Darohi (belarusiska: Старыя Дарогі) är en stad i Belarus. Den ligger i voblasten Minsks voblast, i den centrala delen av landet, 110 km söder om huvudstaden Mіnsk. Staryja Darohi ligger 160 meter över havet och antalet invånare är 10 425.

## Natur
Terrängen runt Staryja Darohi är mycket platt. Trakten är glest befolkad. Det finns inga andra samhällen i närheten.